# Otac Sergije
Otac Sergije (rus. Отец Сергий) ruski je film redatelja Jakova Protazanova.

## Radnja
Knez Kasatski bio je vrlo bogat i sretan, ali je otišao u samostan kada je saznao da je njegova nevjesta careva ljubavnica.

## Uloge
- Ivan Mozžuhin
- Natalja Lisenko
- Vera Orlova
- Vladimir Gajdarov
- Nikolaj Rimskij

## Vanjske poveznice
- Otac Sergije na Kino Poisk